# Specchia Gallone
Specchia Gallone è una frazione di 482 abitanti del comune di Minervino di Lecce in provincia di Lecce. Situata nel Salento orientale a pochi chilometri dalla costa adriatica, dista 40 km da Lecce.

## Origini del nome
Il nome "Specchia" deriva dal latino Specola, che significa "vedetta", "osservatorio". L'appellativo "Gallone" venne aggiunto successivamente e si riferisce al feudatario Gian Battista Gallone, che governò il centro dal 1618.

## Storia
Non si hanno notizie certe sulle origini del paese, ma si ritiene che nel luogo esistesse una fortezza costruita dagli abitanti di Otranto con funzioni di difesa e vedetta contro gli attacchi dei Saraceni. Da qui il nome Specchia.
Nel periodo feudale Specchia appartenne, tra le altre, alle famiglie Gallone, Sangiovanni e ai Basalù.

## Monumenti e luoghi d'interesse

### Architetture Civili

#### Palazzo Baronale Gallone
In frazione Specchia Gallone, oggi chiamato anche Palazzo Basalù, fu fatto costruire nel XVI secolo, da Gian Battista Gallone, divenne poi proprietà della famiglia Sangiovanni ed infine dei Basalù.
- Masseria dei 12 granai - fine XVII secolo.

### Architetture religiose

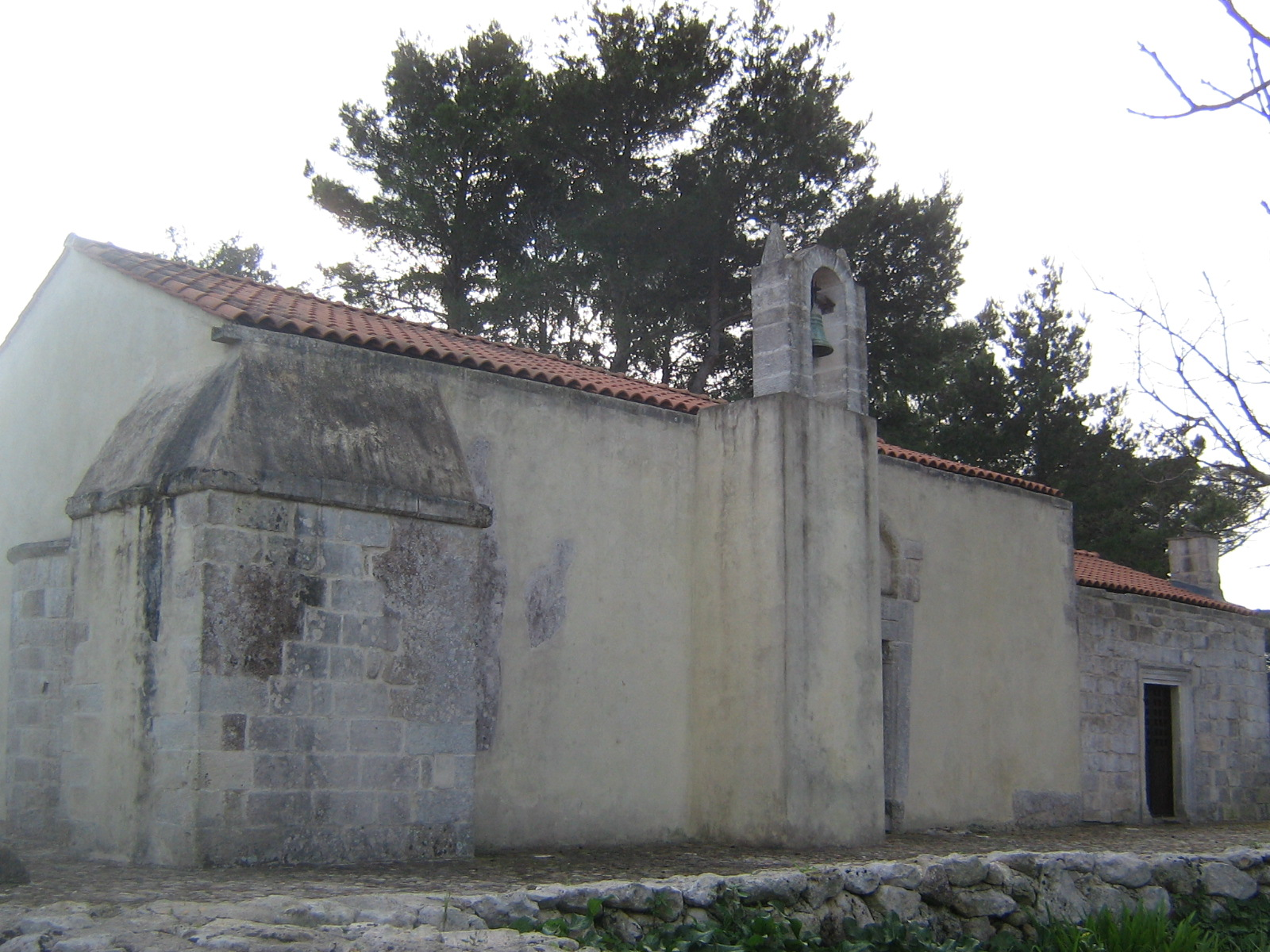
Cappella di Sant'Anna

- Cappella di Sant'Anna, del XIII secolo, fa parte di quel sistema di chiese dell'Ordine dei Francescani sviluppatosi dal XIII secolo nella terra salentina. Le testimonianze sulla datazione della chiesa risalgono ad una visita del 12 ottobre 1522 del Vescovo di Castro che, descrivendo questa cappella, la annovera al Patronato dell'Universitas di Specchia. Altri documenti sono datati 1540 e 1608 e rimandano sempre a visite vescovili. 
All'interno della chiesa vi è un interessante ciclo pittorico di dipinti murali del XIV secolo, estesi per una superficie di circa 90 m². Gli affreschi rappresentano storie dell'Antico e del Nuovo Testamento, oltre alla raffigurazione di Santi e delle opere di carità del Committente. Di particolare pregio pittorico sono la rappresentazione del Giudizio Universale, posto sulla controfacciata, gli affreschi di San Francesco d'Assisi, di Sant'Antonio da Padova e di San Giorgio che uccide il drago.
- Chiesa parrocchiale di San Biagio - Risale agli inizi del XVI secolo e presenta un portale datato 1604 che propone un'iconografia basata sul tema della morte.

## Cultura

### Eventi
- Festa patronale di San Biagio - 3 febbraio
- Festa di Sant'Anna - 26 luglio
- Sagra della Friseddhra - 27 luglio
- Festa della Pitilla - seconda decade di agosto